# Margarete II.

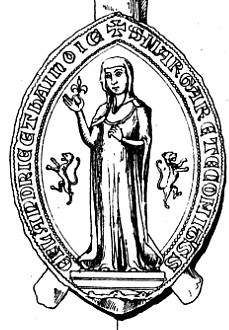
Siegel von Margarete II., Gräfin von Flandern und Hennegau

Margarete II. genannt von Konstantinopel oder die Schwarze (* 1202; † 10. Februar 1280) war von 1244 bis 1278 Gräfin von Flandern und von 1244 bis 1253 sowie von 1257 bis 1280 Gräfin von Hennegau. Mit ihrem Tod erlosch das Haus Flandern.

## Leben
Margarete war die jüngere Tochter von Kaiser Balduin I. von Konstantinopel und seiner Frau Marie de Champagne. Vor Margaretes Geburt war Kaiser Balduin I., der gleichzeitig als Balduin IX. Graf von Flandern und als Balduin VI. Graf von Hennegau war, zum Vierten Kreuzzug aufgebrochen und hatte 1204 das Lateinische Kaiserreich begründet. Margarete und ihre ältere Schwester Johanna wurden mit dem Tode ihrer Eltern 1204/05 Vollwaisen und wuchsen unter der Vormundschaft ihres Onkels Philipp von Namur auf.
Margarete heiratete 1212 Burkhard von Avesnes, einen Adligen aus dem Hennegau. Diese Ehe wurde nach der (insoweit einvernehmlichen) Hochzeit durch die ältere Schwester Johanna in Frage gestellt und bekämpft. Papst Innozenz III. kritisierte die Ehe, annullierte sie aber nicht, wie von Johanna gewünscht. Burchard, mit dem Margarete zwei Söhne, Johann von Avesnes und Balduin, hatte, wurde in diesem Zusammenhang von 1219 bis 1221 in Haft genommen und nur unter der Bedingung der Trennung von Margarete wieder freigelassen. Unter dem Einfluss ihrer älteren Schwester heiratete sie Wilhelm II. von Dampierre. Aus dieser Ehe hatte sie zwei Söhne, die Grafen Wilhelm II. von Flandern und Guido I. von Flandern.

### Flämischer Erbfolgekrieg
Diese zweite Ehe ohne den Vollzug der Trennung der ersten erregte als Bigamie großes Aufsehen, da wesentliche Erbfolgen von der Legitimität ihrer Kinder abhingen. Als sie 1246 ihren Sohn Wilhelm zum Mitregenten von Flandern und designierten Alleinerben von Hennegau und Flandern einsetzte, eskalierte der Streit mit ihrem Sohn Johann aus erster Ehe. König Ludwig IX. von Frankreich bestimmte 1246 als Schiedsrichter, dass die Kinder Avesnes die Grafschaft Hennegau und die Abkömmlinge aus der Beziehung mit Wilhelm von Dampierre die Grafschaft Flandern erhalten sollten. Da Margarete Johann im Hennegau aber nicht, wie Wilhelm in Flandern, an der Regierung beteiligte, eskalierte der Streit 1251 erneut. Johann gewann die Unterstützung seines Schwagers, des Grafen Wilhelm von Holland. Von diesem wurde Guido in der Schlacht bei Westkapelle schließlich besiegt, woraufhin Margarete gezwungen war, ihrem Sohn Johann die Grafschaft Hennegau zu überlassen. Margaretes Versuche, die Grafschaft Hennegau stattdessen an Karl von Anjou zu verkaufen, endeten ergebnislos. Bei Johanns Tod 1257 war dessen Sohn, Margaretes Enkel Johann, noch minderjährig. So gelang es Margarete, sich wieder in den Besitz der Grafschaft Hennegau zu versetzen, die sie erst nach ihrem Tod jenem Johann überließ.
Margarete wurde nach ihrem Tod in der Abtei Flines bestattet.

### Nachkommen
Ihre Kinder aus der ersten Ehe mit Burkhard von Avesnes waren:
- Johann von Avesnes (* 1218; † 1257), 1246 Graf von Hennegau
- Balduin von Avesnes (* 1219; † 1295), Herr von Beaumont

Ihre Kinder aus der zweiten Ehe mit Wilhelm II. von Dampierre waren:
- Johanna von Dampierre (* 1224; † 1246), ⚭ (1) Graf Hugo III. von Rethel, ⚭ (2) Graf Theobald II. von Bar
- Wilhelm III. von Dampierre (* 1224; † 1251), Herr von Dampierre und Saint-Dizier, als Wilhelm II. Graf von Flandern und Hennegau
- Guido von Dampierre (* 1226; † 1304), Graf von Flandern und Markgraf von Namur
- Johann I. von Dampierre (* 1228, † 1257), Herr von Dampierre und Saint-Dizier
- Marie von Dampierre (* 1230; † 1302), Äbtissin von Flines